# Довяти
Довяти (пол. Dowiaty, нім. Dowiaten) — село в Польщі, у гміні Будри Венґожевського повіту Вармінсько-Мазурського воєводства.
У 1975-1998 роках село належало до Сувальського воєводства.